# Lingadaveeranahalli, Dod Ballapur
Lingadaveeranahalli là một làng thuộc tehsil Dod Ballapur, huyện Bangalore Rural, bang Karnataka, Ấn Độ.